# Чепмен, Джордж
Джордж Че́пмен (англ. George Chapman; имя при рождении Севери́н Анто́нович Клосо́вский, пол. Seweryn Antonowicz Kłosowski; 14 декабря 1865, Нагорна, Царство Польское, Российская империя — 7 апреля 1903, Лондон, Англия) — британский серийный убийца польского происхождения.

## Биография
Северин Антонович Клосовский родился в деревне Нагорна в Польше. Он обучался на фельдшера. В декабре 1886 года уехал из Польши. Обосновался в Лондоне между 1887 и 1888 годом.
В Лондоне он завёл много любовниц, некоторых выдавал за своих жён. Он сменил имя на Джордж, а фамилию Чепмен взял у одной из своих любовниц. Троих из них — Мэри Спинк, Элизабет Тейлор и Мод Марш — он убил. Сделал он это с помощью специального лекарства, в которое добавлял рвотное. Мотив убийств не определён до сих пор. Первые два убийства прошли незамеченными, но смерть Мод Марш вызвала у полиции сомнения. Вскрытие показало, что она была отравлена. Вскоре прошло вскрытие Мэри Спинк и Элизабет Тейлор. Чепмен был арестован; правда, на суде его обвиняли лишь в убийстве Мод Марш. 20 марта 1903 года Чепмен был приговорен к повешению. 7 апреля 1903 года его повесили в Уандсвортской тюрьме.
Ещё при аресте Чепмена у детективов возникло подозрение, что он и есть знаменитый Джек-потрошитель. Подобная информация появилась и в их газетных интервью. Тем не менее каких-либо убедительных доводов в пользу этой версии предъявлено не было.